# Albert Sàbat
Albert Sàbat Vilà (nacido el 23 de agosto de 1985 en Llagostera, Gerona) es un exjugador y entrenador de baloncesto español. Mide 1,80 metros, y jugaba en la posición de base. Actualmente es entrenador del Club Bàsquet Salt de Liga EBA.

## Trayectoria deportiva

### Como jugador
Formado en las categorías inferiores del Sant Josep de Girona, debutó con 17 años en la ACB la temporada 2002-2003 y ha participado en la misma en algunos partidos en tres temporadas más. En la 2003-2004 llegó a jugar 13 partidos con 1,7 puntos en 5 minutos de media y en la 2004-2005 21 partidos con 2,5 puntos en 10 minutos de media. La temporada 2005-2006 fue cedido al Lleida Bàsquet y la siguiente al Tenerife Club de Baloncesto, los dos equipos en la liga LEB. Internacional de las categorías inferiores, disputó el europeo sub-20 del 2005. Ha hecho el circuito sub-20 con el equipo de Girona y también ha participado en las ligas de verano.
Con el Lleida Bàsquet hizo una de sus mejores temporadas y jugó 34 partidos, en los que consiguió 164 puntos, 56 rebotes y recibió 55 faltas para una valoración total de 145. Después de finalizar la fase regular de la LEB se incorporó a la disciplina del Akasvayu Girona de la ACB, con la que intervino en 4 partidos. La temporada 2006-2007 la inició con el Tenerife Club de Baloncesto de la liga LEB y en el mes de enero se incorporó al proyecto del Gestibérica de Vigo de LEB2, equipo que empezó muy mal la temporada pero que mejoró con los nuevos fichajes conforme avanzaba la competición aunque acabó descendiendo al perder el play-off de descenso frente al CB Peñas Cai de Huesca. Consigue en LEB 4 ascensos consecutivos a la Liga ACB, uno con el   CB Canarias, otro con el Lucentum Alicante y otros dos más con el Autocid Ford Burgos, pero los 3 últimos no se consuman por razones extradeportivas. En verano de 2015, después de fichar y romper contrato con el Melilla Baloncesto, vuelve a la Liga ACB y ficha por el Joventut de Badalona, equipos en el que juega dos años. En año 2017 ficha por El Obradoiro, donde vuelve a jugar dos años. En el año 2019 ficha por el Bàsquet Girona, equipo presidido por el baloncestista internacional Marc Gasol.

### Como entrenador
El 9 de julio de 2022, se retira de las canchas y pasa a formar parte del staff de Aíto García Reneses como entrenador asistente del Bàsquet Girona de Liga Endesa.
El julio de 2023, firma como entrenador principal del Club Bàsquet Salt de Liga EBA.